# 顧冠仁
顾冠仁（1942年1月1日—），江苏海门人，中國作曲家，国家一级作曲，中国民族管弦乐学会副会长，上海音乐家协会主席团委员。受国务院颁发政府特殊津贴。
其创作以多样性及多产著称。他的作品既有浓郁的民族风格，又有强烈的时代气息。並在弹拨乐合奏的演出形式上作出贡献。

## 生平
1942年1月1日出生于江苏海门。1957年考入上海民族乐团任琵琶演奏员。1978年被调回上海民族乐团任专职作曲。1965年畢业于上海音乐学院民族音乐理论作曲系。1985年起任上海民族乐团艺术委员会主任。1991年1月任上海民族乐团团长。1995年8月任改制后的上海民族乐团的艺术总监。2000年4月，辞去上海民族乐团艺术总监的职务，後為上海市文化广播影视管理局艺术创作中心签约作曲家，香港中乐团作曲家，台湾艺术学院客座教授。

## 主要作品
- 合奏
  - 《春天组曲》
  - 《星岛掠影》
  - 《将军令》
  - 《义贯千古——祭关羽》
  - 《东海渔歌》（與馬聖龍合作）
- 協奏曲
  - 《花木兰琵琶协奏曲》
  - 《王昭君琵琶协奏曲》
  - 《望月二胡协奏曲》
  - 《塞外音詩中阮协奏曲》
- 弹拨乐合奏《三六》、《驼铃响叮当》、《喜悦》
- 江南丝竹《春晖曲》、《绿野》
- 小合奏《京调》、《苏堤漫步》
- 朗诵配乐《琵琶行》、《兵车行》

## 外部連結
- 民族乐韵 八音和鸣-《著名作曲家顾冠仁作品音乐会》  （页面存档备份，存于）